# Iwan-Man-Gletscher
Der Iwan-Man-Gletscher (russisch Ледник ИванаМана Lednik Iwana Mana) ist ein Gletscher auf der Spaatz-Insel vor der English-Küste des westantarktischen Ellsworthlands. Er mündet in die Meerenge zwischen der Spaatz- und der DeAtley-Insel.
Russische Wissenschaftler benannten ihn nach Iwan Alexandrowitsch Man (1903–1982), unter anderem Kapitän des Eisbrechers Ob bei den ersten drei sowjetischen Antarktisexpeditionen von 1955 bis 1958.